# Fernmeldeturm Heidelberg
Der Fernmeldeturm Heidelberg ist ein auf dem Heidelberger Königstuhl gelegener, 1958 errichteter 102 Meter (bis Januar 1995: 76 Meter) hoher Fernmeldeturm der Deutschen Telekom. Er dient der Verbreitung von Hörfunksendern und dem Richtfunk. Die analogen Fernsehsender wurden am 17. Mai 2006 zugunsten des digitalen DVB-T-Bouquets, welche vom Fernsehturm Heidelberg ausgestrahlt werden, eingestellt.

## Frequenzen und Sender

### Analoges Radio (UKW)
Beim Antennendiagramm sind im Falle gerichteter Strahlung die Hauptstrahlrichtungen in Grad angegeben.
| Frequenz (MHz) | Sender                    | RDS PS            | RDS PI               | Regionalisierung | ERP (kW) | Antennendiagramm rund (ND)/gerichtet (D) | Polarisation horizontal (H)/vertikal (V) |
| -------------- | ------------------------- | ----------------- | -------------------- | ---------------- | -------- | ---------------------------------------- | ---------------------------------------- |
| 102,8          | Radio Regenbogen          | REGNBOGN          | D508 (regional) D308 | Mannheim         | 50       | D (250°-200°)                            | H                                        |
| 106,1          | Rock FM                   | ROCK FM           | D30E                 | Rhein-Neckar     | 1        | D (260°-50°)                             | H                                        |
| 105,4          | bermuda.funk / Radioaktiv | bermuda_ R-AKTIV_ | 160B                 | -                | 0,05     | D (260°-50°)                             | H                                        |

### Analoges Fernsehen
Bis zur Umstellung auf DVB-T wurden folgende Programme in analogem PAL gesendet:
| Kanal | Frequenz (MHz) | Programm                        | ERP (kW) | Sendediagramm rund (ND)/ gerichtet (D) | Polarisation horizontal (H)/ vertikal (V) |
| ----- | -------------- | ------------------------------- | -------- | -------------------------------------- | ----------------------------------------- |
| 27    | 519,25         | ZDF                             | 440      | ND                                     | H                                         |
| 36    | 591,25         | RTL / RNFplus                   | 1        | D                                      | H                                         |
| 53    | 727,25         | SWR Fernsehen Baden-Württemberg | 500      | ND                                     | H                                         |

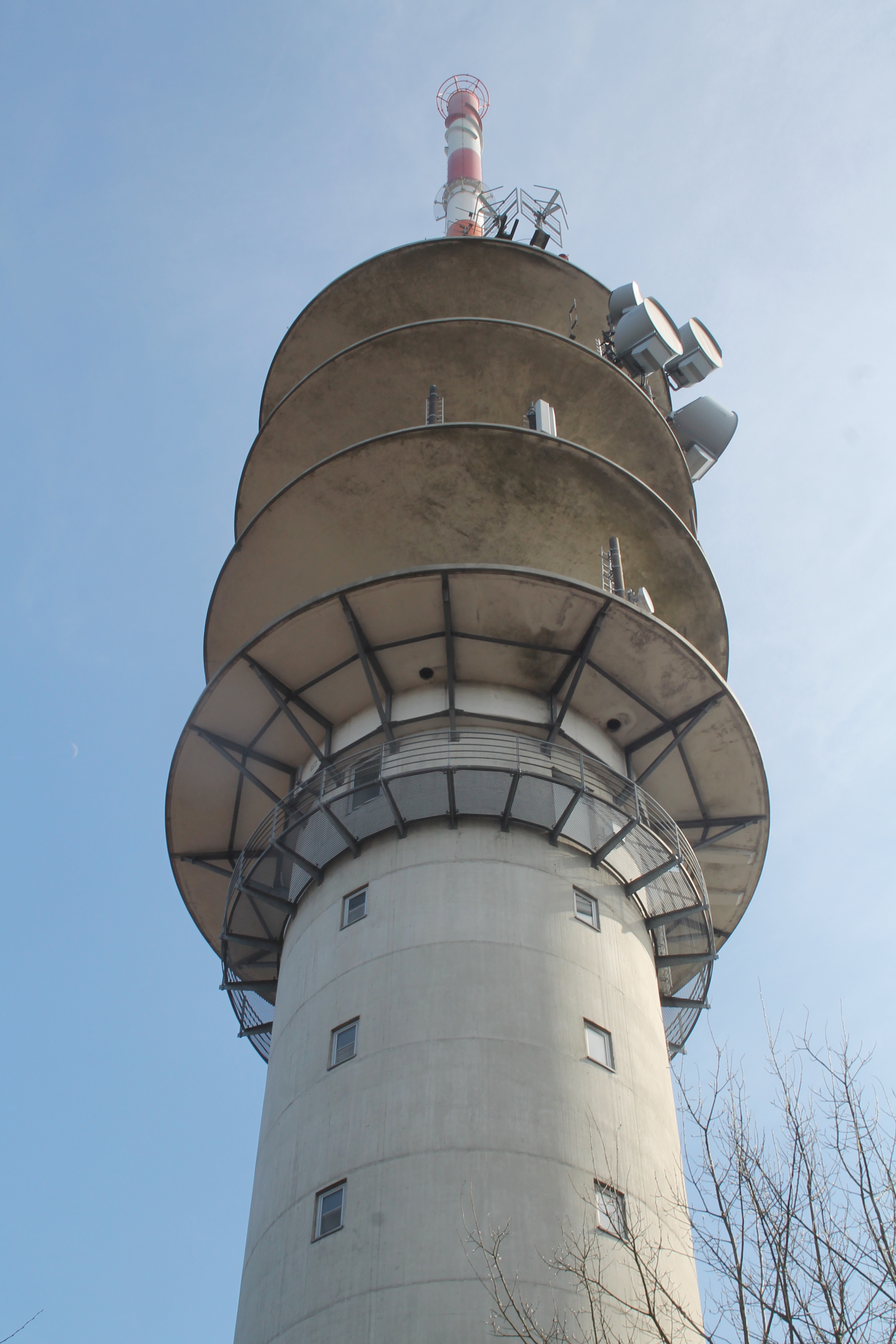
Fernmeldeturm Heidelberg in einer Nahaufnahme (April 2013)

Mit der Einführung von DVB-T am 17. Mai 2006 wurde die Verbreitung aller analogen Fernsehsender auf dem Königstuhl eingestellt. Die Abstrahlung der digitalen DVB-T-Bouquets von SWR und ZDF erfolgt vom benachbarten Fernsehturm Heidelberg, welcher vom SWR betrieben wird (siehe hierzu auch DVB-T Rhein-Neckar). In der direkten Umgebung befindet sich auch der ehemalige Fernmeldeturm der US-Streitkräfte Heidelberg, welcher Mitte 2007 an das Land Baden-Württemberg zurückgegeben wurde.
Der Sender RNF wird nur noch über Kabel (Unitymedia) und Satellit (Astra) übertragen.
RTL hat verlauten lassen, dass über den Start seines DVB-T-Bouquets mit den Sendern RTL, RTL II, Super RTL und VOX im Rhein-Neckar Raum bzw. Stuttgart nachgedacht wird. Gewissheit gibt es diesbezüglich jedoch nicht, weder über den dann eventuell genutzten Standort, noch ob es überhaupt in Rhein-Neckar, Stuttgart oder sonst irgendwo in Baden-Württemberg ein privates Engagement der RTL Gruppe geben wird. Die Pro7Sat1 Gruppe weigert sich generell in Rhein-Neckar/Stuttgart Raum ein DVB-T-Angebot zu lancieren. Die Infrastruktur der ehemaligen analogen Installationen in Stuttgart und Heidelberg würden eine schnelle Einführung der Privaten möglich machen, es müssten keine neuen Fernsehtürme errichtet, keine Strominfrastruktur neu gelegt werden und es stehen Frequenzen zur Verfügung um mindestens zwei neue DVB-T Transponder in Rhein-Neckar und Stuttgart anzubieten. Mittlerweile hat RTL angekündigt, sich Ende 2014 vollständig aus DVB-T zurückzuziehen.